# Хенрик Сјенкјевич
Хенрик Адам Александер Пјус Сјенкјевич (пољ. Henryk Adam Aleksander Pius Sienkiewicz; Вола Окжејска, Пољска, 5. мај 1846 — Вевеј, Швајцарска, 15. новембар 1916) био је пољски књижевник. За изузетну вредност својег епског стваралаштва награђен је Нобеловом наградом за књижевност 1905. Његово најпознатије дело је роман  из 1895.

## Биографија
Студирао је филологију у Варшави, а с путовања по Немачкој, Француској и Енглеској слао је пољским новинама путописе под псеудонимом Литвос (пољ. Litwos). Пропутовао је Америку, Европу и Африку.
Након повратка у Пољску посветио се проучавању историје, што је за резултат имало велику књижевну трилогију о Пољској средином 17. века: „Огњем и мачем“, „Потоп“ и „Пан Володијовски“.
Био је веома популаран у Пољској. Године 1900. националним доприносима је скупљено довољно средстава да му се купи дворац у којем су живели његови преци.

### Младост
Сјенкјевич је рођен 5. маја 1846. у Воли Окжејској, садашњем селу у централном делу источне Пољске области Лубељско, тада у саставу Руског царства. Његова породица су били осиромашени пољски племићи, по очевој страни пореклом од Татара који су се населили у Великој кнежевини Литванији. Родитељи су му били Јозеф Сјенкјевич (1813–96) од Ошичког грба и Стефанија Чичижовска (1820–73). Његова мајка је потицала из старе и богате подлашке породице. Имао је петоро браће и сестара: старијег брата Казимира (који је погинуо током Јануарског устанка 1863-1864) и четири сестре: Анијелу, Хелену, Зофију и Марију. Његова породица је имала право да користи грб пољских Ошика. Вола Окрзејска припадала је писчевој баки по мајци, Фелицјани Чичижовској. Његова породица се селила неколико пута, а млади Хенрик је провео детињство на породичним имањима у Грабовце Горне, Вежичин и Бужец. Септембра 1858, започео је школовање у Варшави, где ће се породица коначно настанити 1861. године, купивши стамбену кућу (камјеница) у источној варшавској четврти Прага. Имао је релативно слабе школске оцене осим из хуманистичких наука, посебно пољског језика и историје.
У тешким временима, 19-годишњи Сјенкјевич се запослио као учитељ у породици Вејхер у Плоњску. Вероватно је у том периоду написао свој први роман Ofiara (Жртва); сматра се да је уништио рукопис необјављеног романа. Радио је и на свом првом објављеном роману Na marne (Узалудно). Завршио је ванредну гимназију, а 1866. године добио је средњошколску диплому. Прво је покушао да студира медицину, затим право на Царском универзитету у Варшави, али је убрзо прешао на Филолошко-историјски институт универзитета, где је стекао темељно познавање књижевности и старопољског језика. Мало се зна о овом периоду његовог живота, осим да се иселио из родитељског дома, хонорарно подучавао и живео у сиромаштву. Његова ситуација се донекле поправила 1868. године када је постао учитељ кнежевске породице Вороњецки.
Године 1867, написао је римовани комад „Sielanka Młodości“ („Идила младости“), који је одбио Tygodnik Illustrowany (Илустровани недељник). Године 1869, дебитовао је као новинар; Przegląd Tygodniowy (1866–1904) (Недељни преглед) објавио је његову рецензију драме 18. априла 1869, а недуго затим је Илустровани недељник штампао његов есеј о касноренесансном пољском песнику Миколају Сенпу Шаржинском. Завршио је универзитетске студије 1871. године, али није успео да добије диплому јер није положио испит из грчког језика. Сјенкјевич је писао и за Gazeta Polska (Пољски гласник) и Niwa (магазин), под псеудонимом „Литвос“. Године 1873, почео је да пише рубрику „Bez tytułu“ („Без наслова“) у The Polish Gazette; током 1874. рубрику „Sprawy bieżące“ („Тренутне ствари“) за Ниву; и 1875. рубрику „Chwila obecna” ("Садашњи тренутак"). Такође је сарађивао на пољском преводу, објављеном 1874, последњег романа Виктора Игоа, Деведесет три. У јуну те године постао је сувласник Ниве (1878. ће продати свој удео у часопису).
У међувремену, 1872. године дебитовао је као писац белетристике својим кратким романом Na marne (Узалудно), објављеним у часопису Wieniec (Герланд). Затим су уследили Humoreski z teki Woroszyłły (Смешне цртице из Ворошувијевих досијеа, 1872), Stary Sługa (Стари слуга, 1875), Hania (Сјенкјевич) (1876) и Селим Мирза (1877).  Последње три су познате као „Мала трилогија“. Ове публикације су га учиниле истакнутом фигуром у новинарско-књижевном свету Варшаве и гостом на популарним вечерама које је водила глумица Хелена Модјеска.

### Путовања у иностранство
Године 1874. Хенрик Сјенкјевич је био накратко верен са Маријом Келер, и отпутовао је у иностранство у Брисел и Париз. Убрзо након што се вратио, родитељи његове веренице отказали су веридбу. Године 1876. Сјенкијевич је отишао у Сједињене Државе са Хеленом Моџејевском (ускоро је постала позната у САД као глумица Хелена Модјеска) и њеним мужем. Путовао је преко Лондона у Њујорк, а затим у Сан Франциско, боравећи неко време у Калифорнији. Његова путовања је финансирала Gazeta Polska (Пољски гласник) у замену за серију путописних есеја: Сјенкијевич је написао Listy z podróży (Писма са путовања) и Listy Litwosa z Podróży (Литвоска писма са путовањ), која су објављени у The Polish Gazette током 1876–78 и поново објављена као књига 1880. Други његови чланци су се такође појавили у Przegląd Tygodniowy (Недељни преглед) и Przewodnik Naukowy i Literacki (Учени и књижевни водич), говорећи о ситуацији у америчких Пољака. Накратко је живео у граду Анахајму, касније у Анахајм Лендингу (сада Сил Бич, Калифорнија). Ловио је, посећивао кампове Индијанаца, путовао по оближњим планинама (планине Санта Ана, Сијера Мадре, Сан Хасинто и Сан Бернардино), и посетио пустињу Мохаве, долину Јосемит и руднике сребра у Вирџинија Ситију, Невада. Дана 20. августа 1877. био је сведок Модјескиног позоришног дебија у САД у Калифорнијском театру у Сан Франциску, који је рецензирао за The Polish Gazette; а 8. септембра објавио је у Дајли Ивнинг Посту чланак, који му је на енглески превела Модјеска, о „Пољској и Русији“.
У Америци је такође наставио да пише белетристику, 1877. објављујући Szkice węglem (Скице угљем) у The Polish Gazette. Написао је драму Na przebój, убрзо преименовану у Na jedną kartę (На једној карти), касније постављену у Лавову (1879) и, са бољим пријемом, у Варшави (1881). Такође је написао драму за Модјеску, намењену америчкој публици, Z walki tutejszych partii (Партизанске борбе), али никада није изведена нити објављена, а рукопис је изгледа изгубљен.
Дана 24. марта 1878, Сјенкијевич је напустио САД и отишао у Европу. Прво је боравио у Лондону, а затим годину дана у Паризу, одлажући повратак у Пољску због гласина о могућем регрутацији у Царску руску армију уочи предвиђеног новог рата са Турском.

## Дела
- Узалуд (1870)
- Нико није пророк у својој земљи (1872)
- Два пута (1873)
- Скице угљем (пољ. Szkice Węglem; 1877)
- Бартек победник (пољ. Bartek Zwycięzca; 1882)
- Чувар светионика (пољ. Latarnik; 1884)
- Огњем и мачем (пољ. Ogniem i mieczem; 1884)
- Потоп (пољ. Potop; 1886)
- Пан Володијовски (пољ. Pan Wołodyjowski; 1888)
- Без догме (пољ. Bez dogmatu; 1891)
- Породица Палањецки (пољ. Rodzina Połanieckich; 1895)
- (1895)
- Крсташи (пољ. Krzyżacy; 1900)
- Кроз пустињу и прашуму (пољ. W pustyni i w puszczy; 1911)

### Друго
- Yanko the Musician and other stories (1893)
- Lillian Morris and other stories (1894)
- Hania and other stories (1897)
- Let Us Follow Him and other stories (1897, unauthorized)
- Sielanka, a forest picture, and other stories (1898)
- On the Bright Shore (1898)
- In Vain (1899)
- Life and Death and other legends and stories  (1904)
- So Runs the World (criticism, a story, and two short dramas, "Whose Fault?" and "Win or Lose")

## Филмографија
- Quo Vadis (dir. Enrico Guazzoni, 1913)
- Obrona Częstochowy (dir. Edward Puchalski, 1913)
- Quo Vadis (dir. Gabriellino D'Annunzio and Georg Jacoby, 1924)
- Quo Vadis (dir. Mervyn LeRoy, 1951)
- Szkice węglem (dir. Antoni Bohdziewicz, 1957)
- Knights of the Teutonic Order (dir. Aleksander Ford, 1960)
- Invasion 1700 (dir. Fernando Cerchio, 1962)
- Colonel Wolodyjowski (dir. Jerzy Hoffman, 1969)
- In Desert and Wilderness (dir. Władysław Ślesicki, 1973)
- The Deluge (dir. Jerzy Hoffman, 1974)
- Quo Vadis (TV miniseries, dir. Franco Rossi, 1985)
- With Fire and Sword (dir. Jerzy Hoffman, 1999)
- In Desert and Wilderness (dir. Gavin Hood, 2001)
- Quo Vadis (dir. Jerzy Kawalerowicz, 2001)